# Richard Gogan
Richard P. „Dick“ Gogan (* 29. November 1899 in Dublin; † 28. April 1982) war ein irischer Politiker der Fianna Fáil und Mitglied der Irish Volunteers während des Osteraufstands.
Gogan trat den Irish Volunteers im November 1913 bei. 1916 war er einer der Posten auf den besetzten Brücken in Dublin. Bei den Kämpfen am General Post Office in Dublin im April unterstützte er die kämpfenden Iren bei der Bergung von Verletzten. Während des Unabhängigkeitskrieges nahm er Wachaufgaben wahr. Im Anschluss war er auf der Seite der Personen, die den Anglo-Irischen Vertrag ablehnten. Bei der Schlacht um Dublin im Juni/Juli 1922 war er unter den Rebellen, die einzelne Regierungsgebäude besetzten. Im Januar 1923 wurde er von den Regierungstruppen festgenommen. 
Gogan gehörte zu den Gründungsmitgliedern der Fianna Fáil.
Bei den Wahlen zum Dáil Éireann 1954 wurde er erstmals im Wahlkreis Dublin North-West in den Dáil gewählt. Bereits 1948 und 1951 hatte er, aber ohne Erfolg, sein Glück versucht. 
Bei den weiteren Wahlen 1957, 1961, 1965, 1969 und 1973 konnte er jeweils seinen Sitz verteidigen. Als er bei den Wahlen zum Dáil Éireann 1977 im neu zugeschnittenen Wahlkreis Dublin Cabra antreten musste, verlor er seinen Sitz.